# Psychoda delicata
Psychoda delicata és una espècie d'insecte dípter pertanyent a la família dels psicòdids.

## Descripció
- La femella fa 0,89-1 mm de llargària a les antenes, mentre que les ales li mesuren 1,20-1,37 de longitud i 0,45-0,52 d'amplada.
- Les ales del mascle fan 1,22 mm de llargada i 0,52 d'amplada.
- Les antenes de la femella presenten 16 segments.[2]

## Distribució geogràfica
Es troba a les illes Filipines: Mindanao.